# Clypeola raddeana
Clypeola raddeana är en korsblommig växtart som beskrevs av Nicholas Michailovitj Albov. Clypeola raddeana ingår i släktet Clypeola, och familjen korsblommiga växter. Inga underarter finns listade i Catalogue of Life.